# Татарков Микита Станіславович
Мики́та Станісла́вович Татарко́в (нар. 4 січня 1995, Запоріжжя, Україна) — український футболіст, півзахисник клубу «Кривбас».

## Життєпис
Микита Татарков — уродженець Запоріжжя. Футболом почав займатися у ДЮСШ місцевого «Металурга» під керівництвом Олександра Рудики. 25 липня 2012 року дебютував у юнацькій команді запорожців в поєдинку з дніпропетровським «Дніпром». 22 серпня того ж року чотири рази розписався у воротах юнацької команди «Шахтаря», а вже за три дні після цього вперше з'явився на полі у молодіжому складі «Металурга».
У 2013 році викликався до юнацької збірної України (U-19), однак закріпитися у команді не зумів, провівши лише два поєдинки.
6 квітня 2014 року дебютував у Прем'єр-лізі в матчі проти одеського «Чорноморця», замінивши на 11-й хвилині Євгена Пісоцького. Перший гол у складі «Металурга» забив 31 серпня того ж року у ворота львівських «Карпат».
У 2014 році зумів знову повернутися до лав юнацької збірної Олександра Петракова, що готувалася до участі в чемпіонаті світу 2015 серед молодіжних команд.
2 січня 2016 року було офіційно оголошено про перехід Микити до складу одеського «Чорноморця», з яким він підписав контракт на 2,5 роки. У 2016 році міцно з'являвся в стартовому складі, на початку сезону 2017/18 частіше залишався на лавці запасних, але пізніше повернув місце в основі. У сезоні 2018/19 став частіше виходити на заміну.
У лютому 2019 року прибув на перегляд в білоруський «Шахтар» із Солігорська і 22 березня підписав з ним контракт. У солігорській команді його використовували як гравця ротації, переважно на заміну. У складі Шахтаря став володарем Кубку Білорусі 2019 року, що дозволило клубу потрапити в кваліфікацію наступного розіграшу Ліги Європи. Дебют Микити в єврокубках стався 30 березня 2019 у матчі першого кваліфікаційного раунду з мальтійським «Гіберніансом» 23 серпня 2019 року він розірвав контракт з «Шахтарем».
30 жовтня 2019 року став гравцем «Львова». До кінця сезону півзахисник провів 19 матчів в Прем'єр-лізі, відзначившись двома голами і трьома асистами і  11 серпня 2020 року перейшов до «Ворскли». В команді Юрія Максимова дебютував 23 серпня в домашньому матчі Прем'єр Ліги проти «Інгульця» із смт. Петрове (5:2), вийшовши на поле на 46 хвилині замість Вадима Сапая. Другий для себе матч в футболці полтавчан Микита починав вже зі старту ― 30 вересня його команда приймала в себе вдома «Львів», втім був замінений вже на 61 хвилині. Сумарно провів за «Ворсклу» на полі 105 хвилин.
29 січня 2021 року підписав контракт з єреванським «Пюніком», поповнивши і без того велику кількість українських гравців у цьому клубі. Станом на 30 березня 2021 року зіграв 4 матчі за свій новий клуб у чемпіонаті Вірменії, до того ж провів на полі в кожному з них усі 90 хвилин. Встиг відзначитися двома голами в чемпіонаті у ворота клубів «Ширак» і «Арарат-Вірменія». Також має в своєму активі 76 хвилин у матчі Кубку проти «Урарту».

## Збірна
Виступав за юнацькі та молодіжні збірні України. З командою до 20 років взяв участь у молодіжному чемпіонаті світу 2015 року в Новій Зеландії.

## Стиль гри
На початку кар'єри Татаркова у 2013 році оглядач сайту Football.ua Олександр Прошута охарактеризував молодого нападника як гравця з феноменальним гольовим чуттям, що майже завжди здатен опинитися в потрібному місці в потрібний момент. На думку журналіста, у Татаркова добре поставлений удар з обох ніг та досить непогані, як для невисокого гравця, здібності у грі на другому поверсі. До того ж, він здатен підігрувати партнерам та діяти другим темпом, звільняючи зони для їх вривання.

## Статистика виступів
Станом на 30 березня 2021.
| Сезон                 | Команда               | Чемпіонат             | Чемпіонат | Чемпіонат | Кубок | Кубок | Кубок | Єврокубки | Єврокубки | Єврокубки | Інші кубки | Інші кубки | Інші кубки | Всього | Всього |
| Сезон                 | Команда               | Змаг.                 | Матчі     | Голи      | Змаг. | Матчі | Голи  | Змаг.     | Матчі     | Голи      | Змаг.      | Матчі      | Голи       | Матчі  | Голи   |
| --------------------- | --------------------- | --------------------- | --------- | --------- | ----- | ----- | ----- | --------- | --------- | --------- | ---------- | ---------- | ---------- | ------ | ------ |
| 2013—2014             | «Металург» З          | ПЛ                    | 6         | 0         | КУ    | 0     | 0     | —         | —         | —         | —          | —          | —          | 6      | 0      |
| 2014—2015             | «Металург» З          | ПЛ                    | 9         | 1         | КУ    | 0     | 0     | —         | —         | —         | —          | —          | —          | 9      | 1      |
| 2015—2016             | «Металург» З          | ПЛ                    | 15        | 0         | КУ    | 1     | 0     | —         | —         | —         | —          | —          | —          | 16     | 0      |
| Всього в «Металурзі»  | Всього в «Металурзі»  | Всього в «Металурзі»  | 30        | 1         |       | 1     | 0     |           | 0         | 0         |            | 0          | 0          | 31     | 1      |
| 2015—2016             | «Чорноморець»         | ПЛ                    | 9         | 0         | КУ    | 0     | 0     | —         | —         | —         | —          | —          | —          | 9      | 0      |
| 2016—2017             | «Чорноморець»         | ПЛ                    | 21        | 1         | КУ    | 0     | 0     | —         | —         | —         | —          | —          | —          | 21     | 1      |
| 2017—2018             | «Чорноморець»         | ПЛ                    | 23        | 0         | КУ    | 1     | 0     | —         | —         | —         | —          | —          | —          | 24     | 0      |
| Всього в «Чорноморці» | Всього в «Чорноморці» | Всього в «Чорноморці» | 53        | 1         |       | 1     | 0     |           | 0         | 0         |            | 0          | 0          | 54     | 1      |
| 2019                  | «Шахтар» С            | ВЛ                    | 8         | 0         | КБ    | 4     | 0     | ЛЄ        | 4         | 1         | —          | —          | —          | 16     | 1      |
| Всього в «Шахтарі»    | Всього в «Шахтарі»    | Всього в «Шахтарі»    | 8         | 0         |       | 4     | 0     |           | 4         | 1         |            | 0          | 0          | 16     | 1      |
| 2019―2020             | «Львів»               | ПЛ                    | 19        | 2         | —     | —     | —     | —         | —         | —         | —          | —          | —          | 19     | 2      |
| Всього у «Львові»     | Всього у «Львові»     | Всього у «Львові»     | 19        | 2         |       | 0     | 0     |           | 0         | 0         |            | 0          | 0          | 19     | 2      |
| 2020―2021             | «Ворскла»             | ПЛ                    | 1         | 0         | КУ    | 1     | 0     | —         | —         | —         | —          | —          | —          | 2      | 0      |
| Всього у «Ворсклі»    | Всього у «Ворсклі»    | Всього у «Ворсклі»    | 1         | 0         |       | 1     | 0     |           | 0         | 0         |            | 0          | 0          | 2      | 0      |
| 2021―н.ч.             | «Пюнік»               | ПЛ                    | 4         | 2         | КВ    | 1     | 0     | —         | —         | —         | —          | —          | —          | 5      | 2      |
| Всього у «Пюніку»     | Всього у «Пюніку»     | Всього у «Пюніку»     | 4         | 2         |       | 1     | 0     |           | 0         | 0         |            | 0          | 0          | 5      | 2      |
| Всього за кар'єру     | Всього за кар'єру     | Всього за кар'єру     | 115       | 6         |       | 8     | 0     |           | 4         | 1         |            | 0          | 0          | 127    | 9      |

## Досягнення
- Володар Кубка Білорусі з футболу (1):

Шахтар: 2018-19